# Kogaionidae
De Kogaionidae zijn een familie van uitgestorven zoogdieren binnen de orde Multituberculata. Vertegenwoordigers zijn bekend uit het Laat-Krijt en het Paleoceen van Europa. Begonnen als endemische groep op eilanden als Hațeg tijdens het Laat-Krijt, waar ze in feite de dominante zoogdiergroep waren en diversifieerden in vrij unieke ecologische niches, breidden ze zich uit over Europa in het Paleoceen, waar ze kort een belangrijk onderdeel werden van de zoogdierfauna vooraf aan hun uitsterven. Ze worden beschouwd als basale leden van Cimolodonta.

## Naamgeving
Deze kleine multituberculaten werden in 1996 benoemd door R. Constantin Rădulescu en Petre Mihai Samson.

## Beschrijving
De koppen van Kogaionidae hebben een vierkant profiel in bovenaanzicht door brede jukbeenderen en een kort achterste schedeldak. De snuit is echter vrij smal. De bovenste premolaren zijn sterk verlengd. De bovenste rij premolaren is veel langer dan de rij kiezen. Althans sommige soorten hebben een sterk afwijkend ondergebit met extreem verlengde snijtanden en premolaren die een soort aaneengesloten bol gekromde tandenbatterij vormen. Het tandglazuur van de snijtanden bestaat uit grote prismata.
Zoals sommige moderne knaagdieren en spitsmuizen, hadden in ieder geval sommige kogaioniden rood, met ijzer gepigmenteerd glazuur. Bij Barbatodon lijkt deze verdeling meer op die bij spitsmuizen dan bij knaagdieren, en suggereert het een insectivore levenswijze. Dit is een unieke evolutionaire route die is genomen in het isolement van hun eilandomgeving, bijna volledig verstoken van concurrerende zoogdieren, en onbedoeld resulteerde in hun overleving tijdens het KT-evenement.
Bij Litovoi tholocephalos was er een extreme vermindering van de hersengrootte, die een van de kleinste hersenen  in verhouding tot de lichaamsgrootte vertegenwoordigde van elk afgeleid zoogdier. Bovendien droeg het een kleine beenkoepel op zijn kop, zoals bij Pachycephalosauria.

## Fylogenie
Deze familie maakt deel uit van de onderorde Cimolodonta, algemeen aanvaard als nauw verwant aan Taeniolabidoidea. Recente studies hebben de voorkeur gegeven aan een positie dicht bij de Taeniolabidoidea. Een studie uit 2021 wees uit dat ze de meest basale leden van de Cimolodonta zijn, alleen meer afgeleid dan Bryceomys, en ze zijn waarschijnlijk afkomstig van een eobaataride-achtige voorouder.

## Voorkomen
Kogaioniden verschenen eerst endemisch op eilanden uit het Maastrichtien van Roemenië, eerst geïsoleerd van de rest van Europa. Het zijn in feite de enige Europese multituberculaten uit het Laat-Krijt, in tegenstelling tot de enorme multituberculate diversiteit van het Vroeg-Krijt in Groot-Brittannië en het Iberisch Schiereiland. Een veronderstelde kogaionide is ook bekend uit het Campanien van Appalachia, maar zijn identiteit als een kogaionide is dubbelzinnig en nogal onwaarschijnlijk gezien het overigens beperkte voorkomen op Hațeg.
Misschien dankzij hun insectivore levenswijze slaagden kogaioniden erin de KT-massa-extinctie te overleven. Tijdens het Paleoceen was Hațeg verbonden met de rest van Europa, en zo verspreidden deze multituberculaten zich; fossielen zijn bekend uit Frankrijk, Spanje en België, naast de Roemeense afzettingen uit het Paleoceen van Jisou. Voor een korte periode behoorden deze zoogdieren tot de meest voorkomende zoogdieren in Europa, maar tegen het Laat-Paleoceen bracht de komst van andere multituberculate groepen uit Noord-Amerika een snelle achteruitgang, met als eindpunt hun uitsterven bij het Paleocene-Eocene Thermal Maximum.